# ティバートン (ロードアイランド州)
ティバートン（英: Tiverton）は、アメリカ合衆国ロードアイランド州のニューポート郡にある町。人口は1万6356人（2020年）。東側はマサチューセッツ州である。

## 歴史

### 設立初期

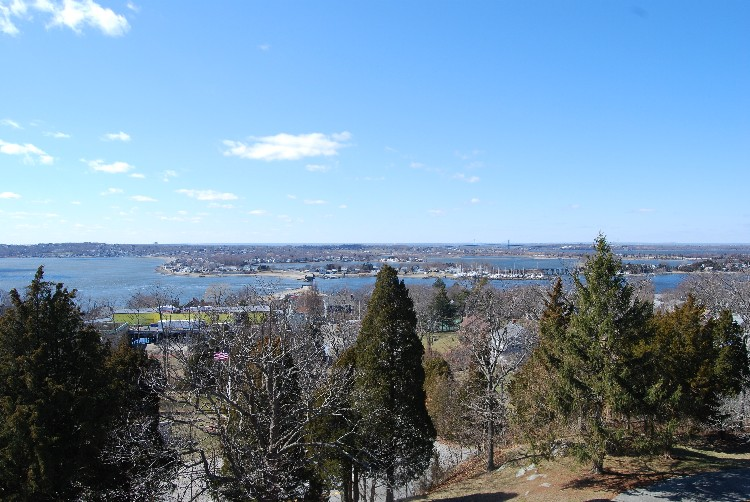
フォートバートンからティバートンを望む

ティバートンは1694年にイングランド人開拓者によってマサチューセッツ湾植民地の一部に組み込まれた。1746年、ロードアイランド植民地とマサチューセッツ湾植民地との間に長く続いていた境界紛争を最終的に決着させる過程で、王室布告によりロードアイランド植民地に併合された。このときナラガンセット湾の東岸に沿ってあるバーリントン、ブリストル、リトルコンプトンの各町と、プロビデンス市の北にあるカンバーランド町もロードアイランド植民地に入った。ティバートンはロードアイランド植民地の町として1747年に法人化された。この年までマサチューセッツにあるイーストフリータウンも外郭地として支配していた。1746年の境界最終決着によってイーストフリータウンはマサチューセッツの管轄となり、1747年にはフリータウン町に買収された。
ティバートンの外郭地に居た男たちは、アメリカ独立戦争中の1778年5月25日のフリータウンの戦いに参戦した。同月31日、キャンベル中佐指揮下の第22連隊約150名のイギリス正規兵の部隊がティバートンを攻撃した。「リビングストンズ・ガゼット」の記事では、ティバートンのアメリカ民兵隊がイギリス軍への攻撃を準備しているという情報に基づいて、イギリス軍が先制攻撃を行ったとしていた。しかし、「ニューハンプシャー・ガゼット」の別の報告では、民兵隊が準備された防衛陣地で待っていたことになっていた。この小戦闘の結果、イギリス兵2名が戦死し、他に数名が負傷した。ティバートン下流の工場では火事による物損があった。民兵隊の方には戦死者も負傷者も出なかった。
独立戦争中の1776年12月から1779年10月までのほぼ3年間、ロード島（現在のアクィドネック島）はイギリス軍によって占領されていた。この期間、ティバートンは占領から逃れたアメリカ人の逃避場となり、イギリス軍を排除するための植民地軍の集合場所だった。イギリス軍総司令官ヘンリー・クリントン将軍が、1780年サウスカロライナ侵略のためにその軍隊を集めたときに、ロード島占領軍は戦略的撤退を行った。
ティバートンはその設立初期に主に農業社会であり、漁業や造船も幾らか行われていた。1900年まで漁業の副産品であるニシン油が主要な工業製品になっていた。1811年には既に綿と毛糸の工場が立ち上げられていた。ジョセフ・ダーフィ大佐がクック池で紡績工場を設立した。そこは現在マサチューセッツ州フォールリバー市になっている。
1856年、ロードアイランド州議会により、町の北部が分離されてフォールリバーと改名された。1862年3月1日、州と争った訴訟でアメリカ合衆国最高裁判所判決が出て、両州にあったフォールリバーがマサチューセッツ州のものとなり、州境は現在のステート・アベニュー近くに移された。
ノースティバートンには以前にマークス・スタジアムというサッカー場があった。1920年代と1930年代初期、当時最も成功していたサッカーチームのフォールリバー・マークスマンが本拠地にしていた。アメリカ合衆国でも最初期のサッカー専用スタジアムの例である。マークスマンが活動を中止した後、スタジアムは別の地元チームのホームグランドとして使われ、中でもフォールリバー・FC とポンタ・デルガダ・SCが有名である。

### 近代
1997年7月、マサチューセッツ州トーントンを本拠にするアメリカ国立気象局が、ティバートン内ストーンブリッジ・ビレッジに共同運行観測所を設立した。ティバートン・2SWと名付けられ、ティバートン町の公式気象記録所となっている。そのデータはトーントンの気象局とノースカロライナ州アシュビルの国立気候データセンターで集計されている。
2006年時点で、貿易事業が町の主要な雇用主になっている。20世紀の半ばから夏のリゾート地と住宅地として成長し、またフォールリバー市の郊外としても成長した。1960年代、ロードアイランド州道24号線が町の北部を通って建設され、サコネット川橋を通じてボストン市とニューポート市を繋いだ。この橋はロードアイランド州交通省によって付け替えが計画されている。
2002年、ティバートンのベイ通り地区で汚染土壌が発見された。2003年、私有地の試験が始まった。汚染物質としてはヒ素、鉛、シアン化物が住民汚染ガイドラインを超えるレベルで見つかっている。住民は土壌を掘削することを禁じられている。ティバートン環境地区自覚委員会が地域社会のために活動している。この地区の資産価値は、汚染と掘削の一時停止のために急落した。つまりこの地区の住人はその家産の価値を失ったことになる。委員会の活動成果の1つとして、ロードアイランド州議会で環境で汚染された家産所有者のローンプログラムを創設する法案を通したことであり、汚染のために家産価値が急減した人々に貸し付けを行うものである。ロードアイランド州環境管理省が汚染を扱う作業計画を策定している。

## 地理
ティバートンはナラガンセット湾の東岸にあり、アクィドネック島とはサコネット川を隔てた対岸になる。隣接するリトルコンプトンの町と共にロードアイランド州の本体とは切り離された形になっている。町の北部はマウントホープ湾沿いにある。
ティバートンはマサチューセッツ州ウェストポート町の西にあり、フォールリバー市の南に位置している。町の大半は南北方向に走る花崗岩の尾根に沿ってあり、その標高は湾から約170フィート (52 m) 立ち上がっている。露出した花崗岩の大部分が州道24号線の切通部分、メインロードインターチェンジ近くで観察できる。
アメリカ合衆国国勢調査局に拠れば、市域全面積は36.3平方マイル (94.1 km2)であり、このうち陸地29.4平方マイル (76.0 km2)、水域は7.0平方マイル (18.0 km2)で水域率は19.16%である。
ティバートン都市圏の北部はノースティバートンとなっている。

## 人口動態
以下は2000年の国勢調査による人口統計データである。
| 基礎データ - 人口: 15,260 人 - 世帯数: 6,077 世帯 - 家族数: 4,405 家族 - 人口密度: 200.7人/km2（519.8 人/mi2） - 住居数: 6,474 軒 - 住居密度: 85.1軒/km2（220.5 軒/mi2） 人種別人口構成 - 白人: 97.98% - アフリカン・アメリカン: 0.43% - ネイティブ・アメリカン: 0.17% - アジア人: 0.39% - 太平洋諸島系: 0.03% - その他の人種: 0.22% - 混血: 0.79% - ヒスパニック・ラテン系: 0.68% | 年齢別人口構成 - 18歳未満: 22.1% - 18-24歳: 5.9% - 25-44歳: 29.0% - 45-64歳: 26.6% - 65歳以上: 16.5% - 年齢の中央値: 41歳 - 性比（女性100人あたり男性の人口） - 総人口: 94.9 - 18歳以上: 92.6 世帯と家族（対世帯数） - 18歳未満の子供がいる: 29.6% - 結婚・同居している夫婦: 60.2% - 未婚・離婚・死別女性が世帯主: 8.8% - 非家族世帯: 27.5% - 単身世帯: 23.1% - 65歳以上の老人1人暮らし: 11.7% - 平均構成人数 - 世帯: 2.51人 - 家族: 2.95人 | 収入と家計 - 収入の中央値 - 世帯: 49,977米ドル - 家族: 58,917米ドル - 性別 - 男性: 41,042米ドル - 女性: 29,217米ドル - 人口1人あたり収入: 22,866米ドル - 貧困線以下 - 対人口: 4.5% - 対家族数: 2.9% - 18歳未満: 2.7% - 65歳以上: 9.1% |

## 海浜
サコネット川の両岸には浜がある。年間を通じて涼風が強く吹いている。ティバートンの浜はフォグランド・ビーチであり、水難救助員がおり、水泳以外にも釣り、ハイキングとウォーキング、野生生物と自然の観察にも使われている。
グリネルの浜は優れたウィンドサーフィンができる場所であり、サコネット川とポーツマス海岸の景観を楽しむことができる。更衣室、シャワー室、子供の遊戯場もある。
フォグランド・ビーチの北の入り江は自然研究に都合の良い場所になっている。

## 国家歴史登録財
- ベンジャミン・バーカー邸
- ボーン・ミル
- クック・ベイトマン農園
- フォートバートン史跡
- ジョセフ・ヒックス邸
- オズボーン・ベネット歴史地区
- ティバートン・フォーコーナーズ歴史地区
- ティバートン歴史協会とチェイス・コリー邸[17]

## 著名な出身者
- ポール・ ディ・フィリッポ、SF小説作家
- ロバート・グレイ、18世紀の商船船長、探検家
- ミカ・シーガー、陶芸家
- ラッセル・ウォーレン、建築家

## 教育
ティバートンには公立学校が5校ある。ポカセット小学校、フォートバートン小学校、レンジャー小学校、ティバートン中学校、ティバートン高校である。町には独自の教育学区があり、さらに大きなニューポート郡学区に入っている。

## スポーツ
ティバートン高校には豊富なサッカーの歴史があり、トム・マレイという伝説的な存在がいた。マレイは1987年から1988年の州選手権で優勝させた。カレッジではオールアメリカンの選手となった。2008年にはコーチとして選手権に導いた。